# Guillermo Leaden
Guillermo Leaden SDB (* 20. Juli 1913 in Buenos Aires; † 14. Juli 2014 ebenda) war ein argentinischer römisch-katholischer Ordensgeistlicher und Weihbischof in Buenos Aires.

## Leben
Guillermo Leaden, Enkel irischer Einwanderer, war eines von sieben Kindern von Patricio José Leaden und seiner Frau Brígida Ussher. Die Brüder seiner Mutter waren Monsignore James M. Ussher und Salesianer-Pater Thomas Ussher sowie Schwester Maria Juana von den Don-Bosco-Schwestern. Der Bruder von Guillermo war Pater Alfredo Leaden SAC, der während der letzten Militärdiktatur am 4. Juli 1976 mit zwei anderen Ordensbrüdern und zwei Seminaristen im Pfarrhaus der Pfarre San Patricio in Belgrano (Buenos Aires) tot aufgefunden wurde („Masacre de San Patricio“). Der Vorfall ist bis heute nicht aufgeklärt. 2005 setzte dazu Erzbischof Bergoglio eine Kommission Ne pereant probationes – Damit die Beweise nicht verlorengehen ein.
Guillermo Leaden wurde am 2. August 1913 in der Pfarre San Carlos Borromeo in Buenos Aires getauft und empfing am 25. Dezember 1920 in der Kirche des Allerheiligsten (Av. Corrientes 4441) die Erstkommunion. Er trat 1928 in das Colegio Pío IX. ein und wechselte am 6. Januar 1932 in das Noviziat der Ordensgemeinschaft der Salesianer Don Boscos und nahm ein Lehramtsstudium auf. 1935 wechselte er an das Colegio Domingo Savio in Santa Rosa de Toay. Am 29. Januar 1938 legte er in Bernal seine ewige Profess ab. Er studierte katholische Theologie am Instituto Villada in Córdoba und empfing am 23. November 1941 durch Fermín Emilio Lafitte, Erzbischof von Córdoba, die Priesterweihe. Anschließend war er Lehrer in Chile und Uruguay und Direktor der salesianischen Schulen San Antonio, St. Katharina und St. Franz von Sales, alle in Buenos Aires.
1963 bestellte ihn der Erzbischof von Buenos Aires, Antonio Kardinal Caggiano, zum Pfarrer der Maria-Hilf-Basilika (Basílica María Auxiliadora y San Carlos) in Buenos Aires. 1967 wurde er Mitglied der Bischöflichen Kommission für Liturgie. 1969 wurde er von Koadjutor-Erzbischof Juan Carlos Aramburu zum Bischofsvikar für Belgrano ernannt, ein Amt, das er bis 1992 innehatte.
Am 28. Mai 1975 wurde er von Papst Paul VI. zum Titularbischof von Theudalis und zum Weihbischof im Erzbistum Buenos Aires ernannt. Die Bischofsweihe spendete ihm am 8. August 1975 der Erzbischof von Buenos Aires, Juan Carlos Kardinal Aramburu; Mitkonsekratoren waren der Bischof von Morón, Miguel Raspanti SDB, und der Bischof von Río Gallegos, Miguel Angel Alemán Eslava. Sein bischöflicher Wahlspruch war In cruce salus.
1988 legte er sein altersbedingtes Rücktrittsgesuch vor. Am 10. April 1992 wurde seinem altersbedingten Rücktrittsgesuch durch Papst Johannes Paul II. stattgegeben. Er lebte seitdem in seiner Residenz im Erzbistum Buenos Aires.
Leaden war unter anderem kirchlicher Assistent der Confederación de Uniones de Padres de Familia de los Colegios Católicos (CUPFRA) und der Fundación de Educación para la Paz (FEDEPAZ) sowie Berater der Katholischen Aktion für die Diözese Buenos Aires. Er war Vorsitzender der christlich-jüdischen Kommission der argentinischen Bischofskonferenz.
Leaden hielt es für wichtig, dass Priester ihr Privatleben nach ihrer geistlichen Berufung richten. Außerdem ermutigte er Seminaristen, die Treue zur Kirche in den Mittelpunkt ihres Lebens zu stellen. Papst Franziskus bezeichnete er als „heiligen Mann“.